# قرار مجلس الأمن التابع للأمم المتحدة رقم 731
قرار مجلس الأمن التابع للأمم المتحدة رقم 731، المعتمد بالإجماع في 21 يناير 1992، بعد الإشارة إلى القرارين 286 (1970) و635 (1989) اللذين أدان فيهما الإرهاب، أعرب المجلس عن قلقه إزاء نتائج التحقيقات في تدمير طائرة بان أم الرحلة 103 فوق لوكربي، اسكتلندا، وطائرة يو تي إيه الرحلة 772 فوق تشاد والنيجر، والتي تورط فيها مسؤولون من حكومة ليبيا.
وأدان المجلس حقيقة أن ليبيا لم تقبل المسؤولية عن هذه الأحداث، وحثها على تقديم رد كامل وفعال على طلبات إجراء التحقيقات المتعلقة بالطائرتين للإسهام في القضاء على الإرهاب الدولي. كما حث الدول الأعضاء على تشجيع الحكومة الليبية على الاستجابة. وبالتالي، كان هذا القرار يعني أن ليبيا تسلم مواطنيها المتهمين، عبد الباسط المقرحي، والأمين خليفة فحيمة.
ولم يكن القرار 731 ملزما قانونا، لأنه صدر بموجب الفصل السادس من ميثاق الأمم المتحدة، ولم يشر إلى الفصل السابع، إلا أن ذلك سيتم إنفاذه في القرار 748.

## وصلات خارجية
- نص القرار على undocs.org